# Formation en I
 (décembre 2023).
Si vous disposez d'ouvrages ou d'articles de référence ou si vous connaissez des sites web de qualité traitant du thème abordé ici, merci de compléter l'article en donnant les références utiles à sa vérifiabilité et en les liant à la section « Notes et références ».

Formation en I type.

La formation en I (en anglais : I formation) est l'une des formations offensives les plus courantes du football américain. Elle tire son nom de l'alignement du quarterback et des running backs (fullback et halfback).
La formation commence typiquement avec cinq offensive linemen (deux offensive tackles, deux offensive guards et un centre), le quarterback sous le centre et les deux running back derrière le quarterback.

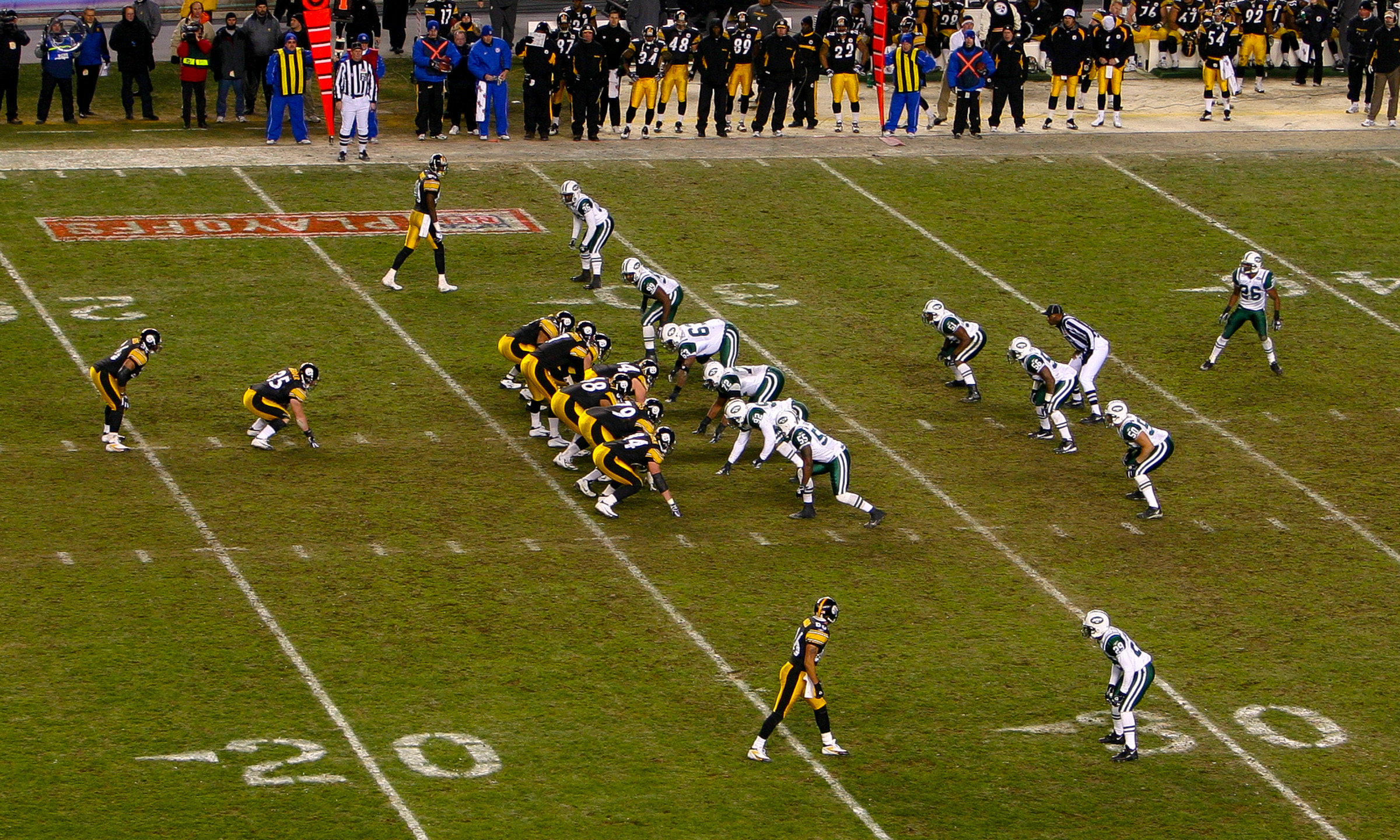
Exemple de formation en I en NFL. Les Steelers de Pittsburgh (noir et jaune) sont en formation en I avec un tight end et deux wide receivers. Les Jets de New York (blanc et vert) sont en défense 4-3.